# Trộm chó
Trộm chó hay cẩu tặc là hành vi trộm cắp các con chó từ chủ sở hữu với các mục đích khác nhau. Ở phương Tây, thông thường hành vi trộm chó này nhắm đến những con chó cưng của gia chủ với mục đích đòi tiền chuộc, đây là một hành vi vi phạm Đạo Luật về quyền Động vật năm 1966 (Dognapping). Ở Việt Nam, hành vi trộm chó phổ biến với mục đích chính là bắt những con chó để đem bán cho các quán để giết lấy thịt chế biến món thịt chó. Việc trộm chó là một vấn đề nổi cộm, thu hút sự quan tâm của dư luận xã hội với nhiều ý kiến khác nhau và mở rộng vấn đề ở góc độ là nên hay không nên ăn thịt chó vốn được quan tâm rất lớn. Người thực hiện việc trộm chó còn được gọi là cẩu tặc. Nhiều cẩu tặc đã bị đánh chết vì bức xúc trong dư luận xã hội. Những kẻ trộm chó thường là loại đang khát tiền, và những con chó quý thuần chủng hẳn nhiên là mối kiếm lợi nhanh chóng, đây là những hành vi trộm cướp chó đầy bạo lực và nguy hiểm ở Việt Nam.

## Tình hình
Mỗi năm có rất nhiều con chó bị bắt và trải qua hành trình chuyên chở dài dặc từ Thái Lan sang Việt Nam để làm thịt. Nhiều con chó chết, vì khát và ngạt thở trên đường đi. "Khi bị xếp chồng lên nhau, những con chó sẽ cảm thấy khó chịu. Mọi chuyển động làm cho những con ở sau bị ép lại sẽ khiến chúng cắn nhau lập tức", CNN dẫn lời ông Tuấn Bendixsen, giám đốc Tổ chức động vật châu Á ở Việt Nam, trụ sở tại Hà Nội. Theo điều tra của các nhà hoạt động bảo vệ động vật mỗi năm có chừng 200.000 con chó bị buôn lậu từ Thái sang Việt Nam. Họ ước tính, mỗi năm, Việt Nam tiêu thụ hơn 1 triệu con chó, bởi vậy mà nạn buôn lậu chó ở khu vực sông Mekong đang bùng nổ.. Đại diện Cục Thú y Thái Lan, ông Kasichon đưa ra thống kê số vụ bắt giữ chó buôn lậu từ năm 2010-2013 là 64 vụ, với tổng số hơn 12 nghìn con chó. Riêng 6 tháng đầu năm 2013, số lượng chó buôn lậu bị phát hiện lên tới 3.106 con.
Theo ước tính, mỗi năm có tới 5 triệu con chó bị giết để lấy thịt. Nạn buôn chó còn liên quan trực tiếp đến việc bùng nổ các dịch bệnh như giun xoắn, bệnh tả và bệnh dại. Tổ chức Y tế Thế giới gần đây khuyến cáo nạn buôn bán chó chính là tác nhân bùng phát dịch bệnh dại ở Indonesia và bệnh tả ở Việt Nam. Ông Phạm Thành Long, đại diện Cục Thú y, Bộ Nông nghiệp và Phát triển nông thôn cho biết, theo số liệu thống kê của Bộ Y tế trong giai đoạn từ năm 1991-2010 có gần 9 triệu người nghi bị chó dại cắn, trong đó có gần 4 nghìn ca tử vong.

## Tổ chức
Hiện nay có Liên minh bảo vệ chó châu Á (tiếng Anh: The Asia Canine Protection Alliance) (ACPA) là một liên minh của 4 tổ chức bảo vệ động vật Animals Asia, Change For Animals Foundation, Humane Society International, và Soi Dog Foundation, được thành lập vào tháng 5 năm 2013 với mục đích diệt trừ bệnh chó dại và chấm dứt việc buôn bán chó để làm thịt ở Thái Lan, Lào, Campuchia và Việt Nam. ACPA cũng ủng hộ nỗ lực của các tổ chức thành viên hầu chấm dứt công nghiệp buôn bán thịt chó ở Hàn Quốc.